# Passeport pour le néant
Passeport pour le néant est la vingt-cinquième histoire de la série La Patrouille des Castors de Mitacq et Jean-Michel Charlier. Elle est publiée pour la première fois du no 2087 au no 2108 du journal Spirou. Puis est publiée sous forme d'album en 1979.

### Documentation
- Jean Léturgie, « Passeport pour le néant », Schtroumpfanzine, no 34,‎ octobre 1979, p. 23.